# Emilie Louise Frey
Emilie Louise Frey (* 8. Juni 1869 in Basel; † 22. Mai 1937 ebenda; heimatberechtigt ebenda) war eine Schweizer Ärztin sowie die erste Medizinstudentin an der Universität Basel.

## Leben
Emilie Louise Freys Eltern waren der Seidenhändler Eduard Frey und Emilie geborene Stampfer. Sie hatte 16 Geschwister.
Frey besuchte von 1887 bis 1890 das Zürcher Lehrerinnenseminar, um die Maturitätsprüfung zu absolvieren. Nachdem sich der Regierungsrat des Kantons Basel-Stadt im März 1890 gegen den Willen der Mehrheit der Professoren für eine Zulassung von Frauen zu Studium entschieden hatte, konnte sich Frey am 21. April 1890 als erste Studentin der Medizin einschreiben. Ihr Staatsexamen legte sie 1895 ab. Im folgenden Jahr wurde sie mit einem Beitrag zur Aetiologie der Rachitis bei Fritz Egger promoviert.
Als praktische Ärztin führte Frey 40 Jahre lang eine eigene Praxis im elterlichen Haus an der Basler St. Alban-Vorstadt und später am Nonnenweg. Sie blieb unverheiratet.